# إيفيلين تاكر
إيفيلين تاكر (بالإنجليزية: Evelyn Tucker)‏ هي ضابطة أمريكية، ولدت في 15 أغسطس 1906 في بينساكولا في الولايات المتحدة، وتوفيت في 18 أغسطس 1996 في سانتا فيه في الولايات المتحدة.